# Xã Willistown, Quận Chester, Pennsylvania
Xã Willistown (tiếng Anh: Willistown Township) là một xã thuộc quận Chester, tiểu bang Pennsylvania, Hoa Kỳ. Năm 2010, dân số của xã này là 10.497 người.